# Shorttrack-Weltmeisterschaften 2018
Die Shorttrack-Weltmeisterschaften 2018 fanden vom 16. bis zum 18. März 2018 in der Aréna Maurice-Richard in Montreal statt.

## Sieger

### Medaillenspiegel
| Rang   | Land                | Gold | Silber | Bronze | Gesamt |
| ------ | ------------------- | ---- | ------ | ------ | ------ |
| 1      | Südkorea            | 8    | 4      | 2      | 14     |
| 2      | Kanada              | 3    | 1      | 2      | 6      |
| 3      | Ungarn              | 1    | 1      | 0      | 2      |
| 4      | Volksrepublik China | 0    | 3      | 3      | 6      |
| 5      | Russland            | 0    | 1      | 3      | 4      |
| 6      | Niederlande         | 0    | 1      | 1      | 2      |
| 7      | Polen               | 0    | 1      | 0      | 1      |
| 8      | Japan               | 0    | 0      | 1      | 1      |
| Gesamt | Gesamt              | 12   | 12     | 12     | 36     |

### Männer
| Disziplin      | Gold                                                                    | Gold         | Silber                                                            | Silber       | Bronze                                                                 | Bronze       |
| -------------- | ----------------------------------------------------------------------- | ------------ | ----------------------------------------------------------------- | ------------ | ---------------------------------------------------------------------- | ------------ |
| Mehrkampf      | Charles Hamelin Kanada                                                  | 81 Punkte    | Shaolin Sándor Liu Ungarn                                         | 45 Punkte    | Hwang Dae-heon Südkorea                                                | 44 Punkte    |
| 500 m          | Hwang Dae-heon Südkorea                                                 | 40,742 s     | Ren Ziwei Volksrepublik China                                     | 40,805 s     | Semjon Jelistratow Russland                                            | 40,827 s     |
| 1000 m         | Charles Hamelin Kanada                                                  | 1:22,249 min | Lim Hyo-jun Südkorea                                              | 1:22,283 min | Sjinkie Knegt Niederlande                                              | 1:22,413 min |
| 1500 m         | Charles Hamelin Kanada                                                  | 2:12,982 min | Lim Hyo-jun Südkorea                                              | 2:13,157 min | Semjon Jelistratow Russland                                            | 2:13,312 min |
| 3000 m         | Shaolin Sándor Liu Ungarn                                               | 4:56,515 min | Xu Hongzhi Volksrepublik China                                    | 4:56,548 min | Semjon Jelistratow Russland                                            | 5:04,633 min |
| 5000-m-Staffel | Südkorea Seo Yi-ra Hwang Dae-heon Kim Do-kyoum Kwak Yoon-gy Lim Hyo-jun | 6:44,267 min | Kanada Samuel Girard Charles Hamelin Charle Cournoyer Pascal Dion | 6:44,434 min | Japan Ryōsuke Sakazume Kazuki Yoshinaga Keita Watanabe Hiroki Yokoyama | 6:44,587 min |

### Frauen
| Disziplin      | Gold                                                                  | Gold         | Silber                                                                          | Silber       | Bronze                                                                                 | Bronze       |
| -------------- | --------------------------------------------------------------------- | ------------ | ------------------------------------------------------------------------------- | ------------ | -------------------------------------------------------------------------------------- | ------------ |
| Mehrkampf      | Choi Min-jeong Südkorea                                               | 110 Punkte   | Shim Suk-hee Südkorea                                                           | 63 Punkte    | Li Jinyu Volksrepublik China                                                           | 39 Punkte    |
| 500 m          | Choi Min-jeong Südkorea                                               | 42,845 s     | Natalia Maliszewska Polen                                                       | 43,441 s     | Qu Chunyu Volksrepublik China                                                          | 43,527 s     |
| 1000 m         | Shim Suk-hee Südkorea                                                 | 1:29,316 min | Sofja Proswirnowa Russland                                                      | 1:29,352 min | Li Jinyu Volksrepublik China                                                           | 1:29,580 min |
| 1500 m         | Choi Min-jeong Südkorea                                               | 2:23,351 min | Shim Suk-hee Südkorea                                                           | 2:23,468 min | Kim Boutin Kanada                                                                      | 2:23,592 min |
| 3000 m         | Choi Min-jeong Südkorea                                               | 4:58,939 min | Li Jinyu Volksrepublik China                                                    | 4:58,950 min | Kim A-lang Südkorea                                                                    | 4:58,986 min |
| 3000-m-Staffel | Südkorea Shim Suk-hee Choi Min-jeong Kim Ye-jin Kim A-lang Lee Yu-bin | 4:07,569 min | Niederlande Suzanne Schulting Rianne de Vries Yara van Kerkhof Lara van Ruijven | 4:09,054 min | Kanada Marianne St-Gelais Kim Boutin Valérie Maltais Jamie MacDonald Kasandra Bradette | 4:09,198 min |